# Synchaeta verrucosa
Synchaeta verrucosa är en hjuldjursart som beskrevs av Nipkow 1961. Synchaeta verrucosa ingår i släktet Synchaeta och familjen Synchaetidae. Inga underarter finns listade i Catalogue of Life.